# تريدون
تريدون هي مدينة ساحلية قديمة في جنوب بلاد الرافدين. لم يتمكن العلماء من تحديد المكان من الناحية الأثرية حتى الآن، قال س.ب. مايلز المتوفي سنة 1838م في كتابه (الخليج بلدانه وقبائله) "وفي عهد الملك بختنصر كان الفينيقيون يحصلون على الجزء الأكبر من تجارتهم الشرقية من اليمن عن طريق البحر الأحمر وبالتالي فقد قرر ذلك الملك القيام بإجراء مضاد لوقف ذلك النشاط ولتنمية الثروة القومية في ممتلكاته عن طريق المشروعات العامة والحملات العسكرية كما بنى مدينة تريدون وجعلها مستودعاً للسلع." وقال أيضاً "وفي عهد الملك بختنصر بدأت تجارة الخليج في التدهور بعد أن ظهر بسرعة منافس خطير لها في البحر الأحمر وعلى أية حال فقد بذلَ ذلك العاهلُ أقصى ما في وسعه لإحياء الخط التجاري القديم وتطويره فقد أقام السدود على نهر الفرات وشق قناتين بالقرب من مدينة بابل وأنشأ مدينة تريدون (والتي سُمّيت فيما بعد بالأبلّة) واتخذ منها مدينة حرة وخطّاً دفاعياً ضد العدو."، وقال أميانوس في معرض كلامه عن الخليج العربي أنهما (أي نهرا دجلة والفرات صالحان للملاحة حتى مدينة تريدون، وبعد أن صغر الفرات ونضب ماؤخ يصب في نهر دجلة. ورأى الرحالة فرنسيس جسني أن خرائب مدينة تريدون يمكن أن تكون في منطقة جبل سنام، قال تافرنيية "أخربة طريدون على مقربة من البصرة وقد ذهب العلامة رولنصن، نقلا عن ابيدينوس وأسابيوس ، إلى أن نبوخذ نصر كان قد أنشأ هذه المدينة...وذكر أيضا ان طريدون : وتسمى ديريدوتيس (Diridotis) تقوم على ساحل الخليج الفارسي ، على بعد يسير من غربي مصب الفرات. وقد كان لها مسناة أو سد يحميها من طغيان المد العالي الذي يندفع من المحيط الهندي. أن تعيين موقع طريدون تعيينا أكيدا في غاية من الصعوبة ، نظرا إلى عدم استقرار ساحل الخليج وتبدله تبدلا دائما من جهة ، والى تغير مجرى الفرات عما كان عليه في أيام نبوخذ نصر من جهة أخرى. ولعل بقاياها يمكن أن يبحث عنها في أنحاء الزبير أو في ما وراء ذلك من أراض"، وذُكر أن الموقع يُعتقد أنه يقع في الكويت جنوب البصرة[وفقًا لِمَن؟]. تم ذكر المكان عدة مرات من قبل الكتاب القدماء. ويقال أن نبوخذ نصر الثاني هو من أسسها وبنى قصرًا بحدائق معلقة فيها. يقال إن تريدون تقع عند مصب نهر الفرات في الخليج العربي وهي مدينة ساحلية مهمة في مملكة خاراكس.